# 虫鹿里佳
虫鹿 里佳（むしか りか、1981年4月24日 - ）は、NHK大阪放送局・NHK名古屋放送局に出演していた気象予報士。気象キャスターネットワーク所属。

## 略歴
愛知県一宮市出身。2006年3月お茶の水女子大学大学院理学研究科（情報科学）修了。在学中はコンビニエンスストアのシステム保守・運用のアルバイトを行う。同年より株式会社eTEN(スペースシャワーネットワークの子会社で、現 株式会社スカパー・ブロードキャスティング）のスタッフとして勤務。その後NPO法人気象キャスターネットワークに所属する。

## 現在の出演番組
特になし

## 過去の出演番組
- ごごたま（2008年2月〜3月）
- どですか!（2008年4月〜2011年3月[4]）
- NHKニュースおはよう関西 (2011年4月～2012年12月)
- ぐるっと関西おひるまえ (2011年4月～2012年12月)
- ウイークエンド中部(NHK名古屋、ゲスト出演　2015年1月24日、2015年2月28日)
- ウイークエンド中部(2015年4月4日～2016年9月10日、2018年4月7日～2019年3月30日)